# Gen-Z
Ne doit pas être confondu avec Génération Z.
Gen-Z est un standard d'interconnexion de composants informatiques, promu par le Gen-Z consortium, qui regroupe des constructeurs tels que HPE, Dell EMC, Lenovo, AMD, ARM, IBM, et des fournisseurs de cartes réseau tels que Mellanox ou Broadcom, à l'exception notable d'Intel et Nvidia.

## Historique
Le consortium a été créé en octobre 2016. Annoncée fin 2016, la version 1.0 de la norme a été publiée en février 2018.

## Description
Le besoin d'un nouveau standard est apparu à cause du manque d'amélioration de la norme PCI 3.0, qui n'a pas connu d'évolution significative entre 2004 et 2017. L'augmentation du besoin de puissance des applications nécessite une évolution des débits de transfert entre les processeurs, la mémoire et les périphériques. La première version de Gen-Z décrit les échanges entre les processeurs et la mémoire, avec comme objectif d'être indépendant des contrôleurs et du type de mémoire (DDR3, DDR4, GDDR6,...) ou même de la mémoire persistante. Gen-Z permet plus de souplesse et d'évolutivité, en traitant tous les composants comme s'ils étaient de la mémoire. Le protocole supporte de nombreux types de topologie, comme le point-à-point, le daisy-chain, le mode fabric, ou le multi-path.

## Performance et cas d'usage
La spécification initiale supporte jusqu'à 56 GT/s, avec une évolution prévue à 112 GT/s, et avec des latences inférieures à 100 ns,, à comparer avec le PCIe 3.0 qui plafonne à 8 GT/s et le PCIe 4.0 à 16 GT/s.
Les cas d'usage pour le protocole Gen-Z sont typiquement adaptés aux serveurs informatiques afin de gérer les nouveaux types de mémoire, tels que la DRAM, la mémoire flash, ainsi que les nouvelles technologies de mémoire persistantes qui arrivent sur le marché.